# Mailholas
Mailholas é uma comuna francesa, situada no departamento da Alta Garona e na região Meio-Dia-Pirenéus.

## Demografia
| 1962 | 1968 | 1975 | 1982 | 1990 | 1999 | 2007 |
| ---- | ---- | ---- | ---- | ---- | ---- | ---- |
| 49   | 51   | 37   | 39   | 28   | 38   | 40   |